# Кандалакша
Кандалакша (карел. Kannanlakši, фін. Kantalahti) — місто в Мурманській області Росії, що лежить на узбережжі Кандалакської затоки Білого моря, за 277 км від Мурманська. Адміністративний центр Кандалацького району й Кандалацького міського поселення.

### Клімат
Місто лежить у зоні, що характеризується континентальним субарктичним кліматом. Найтепліший місяць — липень із середньою температурою 14.4 °C (58 °F). Найхолодніший місяць — січень, із середньою температурою -13.3 °С (8 °F).
| Клімат Кандалакші       | Клімат Кандалакші | Клімат Кандалакші | Клімат Кандалакші | Клімат Кандалакші | Клімат Кандалакші | Клімат Кандалакші | Клімат Кандалакші | Клімат Кандалакші | Клімат Кандалакші | Клімат Кандалакші | Клімат Кандалакші | Клімат Кандалакші | Клімат Кандалакші |
| Показник                | Січ.              | Лют.              | Бер.              | Квіт.             | Трав.             | Черв.             | Лип.              | Серп.             | Вер.              | Жовт.             | Лист.             | Груд.             | Рік               |
| Абсолютний максимум, °C | 8                 | 7                 | 12                | 13                | 26                | 30                | 30                | 27                | 20                | 12                | 11                | 7                 | 30                |
| Середній максимум, °C   | −10               | −8                | −2                | 2                 | 8                 | 14                | 17                | 15                | 9                 | 2                 | −3                | −7                | 3                 |
| Середня температура, °C | −13               | −11               | −6                | −1                | 5                 | 11                | 14                | 11                | 6                 | 0                 | −6                | −10               | 0                 |
| Середній мінімум, °C    | −17               | −15               | −10               | −5                | 1                 | 7                 | 10                | 8                 | 3                 | −2                | −8                | −13               | −3                |
| Абсолютний мінімум, °C  | −42               | −38               | −32               | −23               | −11               | −4                | 2                 | −2                | −7                | −20               | −30               | −35               | −42               |
| Днів з опадами          | 24                | 20                | 21                | 19                | 19                | 20                | 17                | 17                | 19                | 22                | 23                | 24                | 245               |
| Днів з дощем            | 1                 | 1                 | 2                 | 6                 | 14                | 19                | 17                | 17                | 19                | 13                | 4                 | 1                 | 114               |
| Днів зі снігом          | 24                | 20                | 21                | 15                | 8                 | 1                 | 0                 | 0                 | 1                 | 12                | 21                | 24                | 147               |
| ----------------------- | ----------------- | ----------------- | ----------------- | ----------------- | ----------------- | ----------------- | ----------------- | ----------------- | ----------------- | ----------------- | ----------------- | ----------------- | ----------------- |
| Джерело: Weatherbase    |                   |                   |                   |                   |                   |                   |                   |                   |                   |                   |                   |                   |                   |

## Населення
| 1782    | 1926    | 1933    | 1937    | 1939    | 1959    | 1967    |
| ------- | ------- | ------- | ------- | ------- | ------- | ------- |
| 297     | ↗4195   | ↗12 302 | ↗15 582 | ↗22 172 | ↗38 222 | ↗40 000 |
| 1970    | 1979    | 1989    | 1992    | 1996    | 1998    | 2000    |
| ↗42 656 | ↗45 430 | ↗54 080 | ↗54 200 | ↘48 500 | ↘47 100 | ↘45 500 |
| 2001    | 2002    | 2003    | 2005    | 2006    | 2007    | 2008    |
| ↘44 800 | ↘40 564 | ↗40 600 | ↘39 200 | ↘38 600 | ↘38 100 | ↘37 400 |
| 2009    | 2010    | 2011    | 2012    | 2013    | 2014    | 2015    |
| ↘36 637 | ↘35 654 | ↘35 536 | ↘34 713 | ↘34 127 | ↘33 542 | ↘32 945 |
| 2016    | 2017    | 2018    | 2019    |         |         |         |
| ↘32 592 | ↘32 034 | ↘31 329 | ↘30 575 |         |         |         |

## Відомі люди
Тут народився український танцюрист Микола Бадрак.
Проживав Ярчевський Микола Антонович (1907—1965) — єфрейтор РА, учасник Другої світової війни, повний кавалер ордена Слави.